# Torras Hostench (golf)
Torras Hostench was een reeks van 4 golftoernooien in Noord-Spanje, die in 1990 op de agenda stonden van de Europese Challenge Tour.

## Winnaars
| Start        | Toernooi          | Baan                                 | Winnaar          |
| ------------ | ----------------- | ------------------------------------ | ---------------- |
| 21 maart     | Torras Hostench 1 | Golf Platja de Pals, Girona          | Simon D Hurley   |
| 2 mei        | Torras Hostench 2 | Club de Golf Vallromanes, Barcelona  | Antonio Garrido  |
| 30 mei       | Torras Hostench 3 | Club de Golf Terramar, Sitges        | Eoghan O'Connell |
| 26 september | Torras Hostench 4 | Real Club de Golf El Prat, Barcelona | Eoghan O'Connell |

De toernooi-reeks dankte zijn naam aan de toenmalige drukkerij-groep Torras Hostench doe optrad als sponsor.